# Красний Яр (Слободо-Туринський район)
Кра́сний Яр (рос. Красный Яр) — присілок у складі Слободо-Туринського району Свердловської області. Входить до складу Слободо-Туринського сільського поселення.
Населення — 255 осіб (2010, 304 у 2002).
Національний склад населення станом на 2002 рік: росіяни — 99 %.